# Pier Paolo Baretta
Pier Paolo Baretta (Venezia, 29 giugno 1949) è un politico e sindacalista italiano, dal 16 settembre 2019 al 13 febbraio 2021 sottosegretario di Stato al Ministero dell'economia e delle finanze nel governo Conte II, incarico già ricoperto nei governi Letta, Renzi e Gentiloni.

## Biografia
Nato e cresciuto a Venezia, ha vissuto a Mestre. La sua formazione ha radici nell'associazionismo cattolico e nei movimenti studenteschi giovanili. Diplomato in ragioneria, nel 1970 viene assunto dalla industria metalmeccanica "Lavorazione Leghe Leggere" di Porto Marghera e nello stesso tempo si è iscritto, come studente-lavoratore, alla facoltà di sociologia dell'Università degli Studi di Trento.

### Carriera sindacale

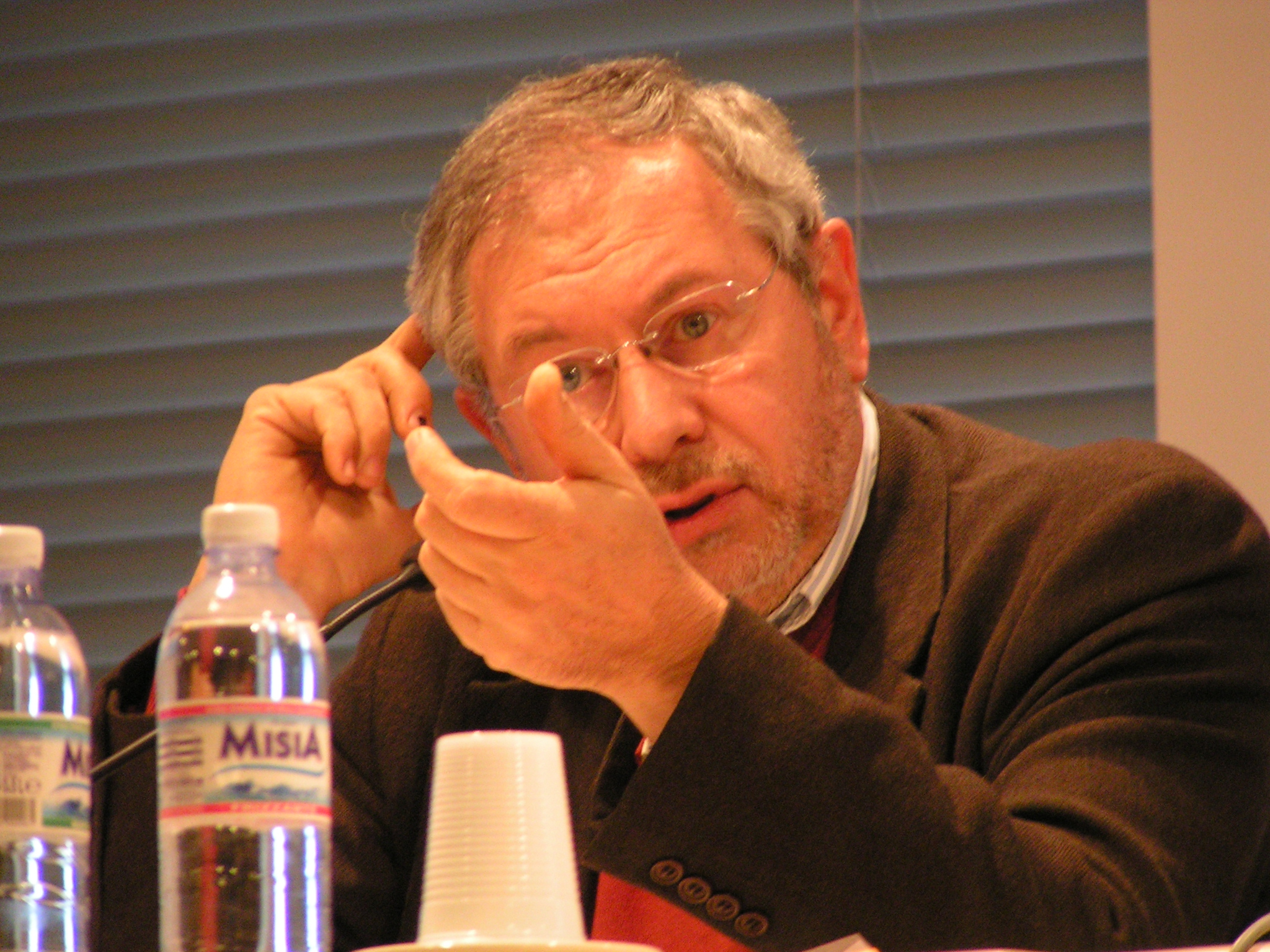
Baretta come Segretario Generale Aggiunto della CISL

Iscritto alla Fim-Cisl, nel 1971 viene eletto delegato degli impiegati nel consiglio di fabbrica. Nel 1972 inizia la sua attività di sindacalista a tempo pieno, come coordinatore degli impiegati del Triveneto per la Federazione lavoratori metalmeccanici (Flm). Nell'autunno dello stesso anno viene chiamato come operatore sindacale alla Fim-Cisl di Pordenone.
Alla fine del 1973 passa alla Federazione nazionale come responsabile della formazione per la Fim, a soli 24 anni. Nel 1976 entra nella segreteria provinciale della Fim di Venezia, di cui diventa segretario generale nel 1978. Nel 1982 entra nella segreteria regionale della Fim del Veneto, di cui successivamente diviene segretario generale.
Nel 1984 giunge alla segreteria nazionale della Fim, dove assume gli incarichi della siderurgia, poi dell'organizzazione e infine dell'auto. In quest'ultimo settore segue i difficili processi di ristrutturazione della Fiat.
Nel 1997, al congresso di Genova, Baretta viene eletto segretario generale della Fim. Nel 1998 entra in segreteria nazionale della Cisl e nell'aprile 2006 viene eletto segretario generale aggiunto, insieme al segretario generale Raffaele Bonanni.
Nel 2007 partecipa al negoziato con il governo Prodi per la riforma previdenziale, contribuendo in modo fondamentale alla definizione dei criteri che la orientano, in particolare con l’ideazione del sistema delle "quote". In quel periodo, segue anche le politiche fiscali ed è responsabile del dipartimento democrazia economica e responsabilità sociale delle imprese della Cisl.

### Carriera politica

#### Elezione a deputato
Si dimette da tutti gli incarichi sindacali, quando a marzo si candida alle elezioni politiche del 2008 nelle liste del Partito Democratico, e viene eletto alla Camera dei deputati nella Circoscrizione Veneto 1. Durante la XVI legislatura è stato capogruppo del PD nella 5ª Commissione Bilancio, Tesoro e programmazione Economica e svolge un’intensa attività parlamentare: è relatore della Legge di stabilità per il 2009, 2010 e 2011, e della riforma del Bilancio dello Stato. Partecipa anche ai lavori di riscrittura dell’articolo 81 della Costituzione che definiscono il principio dell’equilibrio di bilancio.
Nel corso del governo Monti è relatore del decreto Salva Italia e della Legge di stabilità per il 2012, e si batte in particolare per l’aumento delle detrazioni per i figli a carico e per il finanziamento del Fondo per le politiche sociali e la non autosufficienza. Durante l’intera legislatura, risulta costantemente fra il secondo e il quarto posto nelle graduatorie che rilevano i livelli di presenza e produttività dei parlamentari.

#### Sottosegretario all'Economia e Finanze
Rieletto nella medesima circoscrizione come capolista alle elezioni politiche del 2013, il 2 maggio 2013 viene nominato dal Consiglio dei Ministri Sottosegretario di Stato al Ministero dell'Economia e delle Finanze, affiancando il Ministro Fabrizio Saccomanni nel governo Letta, venendo confermato nei successivi governi Renzi e Gentiloni sotto Pier Carlo Padoan.
Nel corso degli anni si occupato prima della valorizzazione del patrimonio pubblico immobiliare, del federalismo fiscale e del patto di stabilità interno e successivamente degli enti locali, curando tutto il dossier sulle autonomie regionali.
Alle elezioni politiche del 4 marzo 2018 viene candidato al Senato della Repubblica per il centro-sinistra (in quota Partito Democratico), nel collegio maggioritario di Rovigo, ma viene sconfitto, giungendo infatti terzo dietro alla candidata del centro-destra Roberta Toffanin e del Movimento 5 Stelle Micaela D'Aquino.
In seguito alla nascita del governo Conte II tra PD, Movimento 5 Stelle e LeU, nel settembre 2019 il Consiglio dei Ministri lo nomina nuovamente Sottosegretario di Stato al Ministero dell'Economia e delle Finanze, affiancando il Ministro del suo stesso partito Roberto Gualtieri.

#### Candidatura a sindaco di Venezia
In vista delle elezioni amministrative del 20-21 settembre 2020 si candida a sindaco della città di Venezia, alla guida di una coalizione di centro-sinistra formata dal Partito Democratico e liste civiche (Verde Progressista, Venezia è Tua, Svolta in Comune, Idea Comune) appoggiate da: Federazione dei Verdi, Articolo Uno, Sinistra Italiana, Partito della Rifondazione Comunista, Possibile, Italia Viva, Partito Socialista Italiano, +Europa, Italia in Comune e Volt. Il 21 settembre raccoglie il 29,27% dei voti, venendo sconfitto al primo turno dal sindaco uscente del centro-destra Luigi Brugnaro con il 54,15%.

#### Assessore al Bilancio di Napoli
Con l'elezione di Gaetano Manfredi a sindaco di Napoli, il 22 ottobre 2021 viene nominato assessore al bilancio nella sua giunta comunale a Napoli.

## Opere
- Alberto Berrini, Giuseppe Gallo, Soci o salariati? Riflessioni su sindacato e capitalismo finanziario, Edizioni San Paolo, 2006, ISBN 978-88-215-5754-5.